# Drallsatz

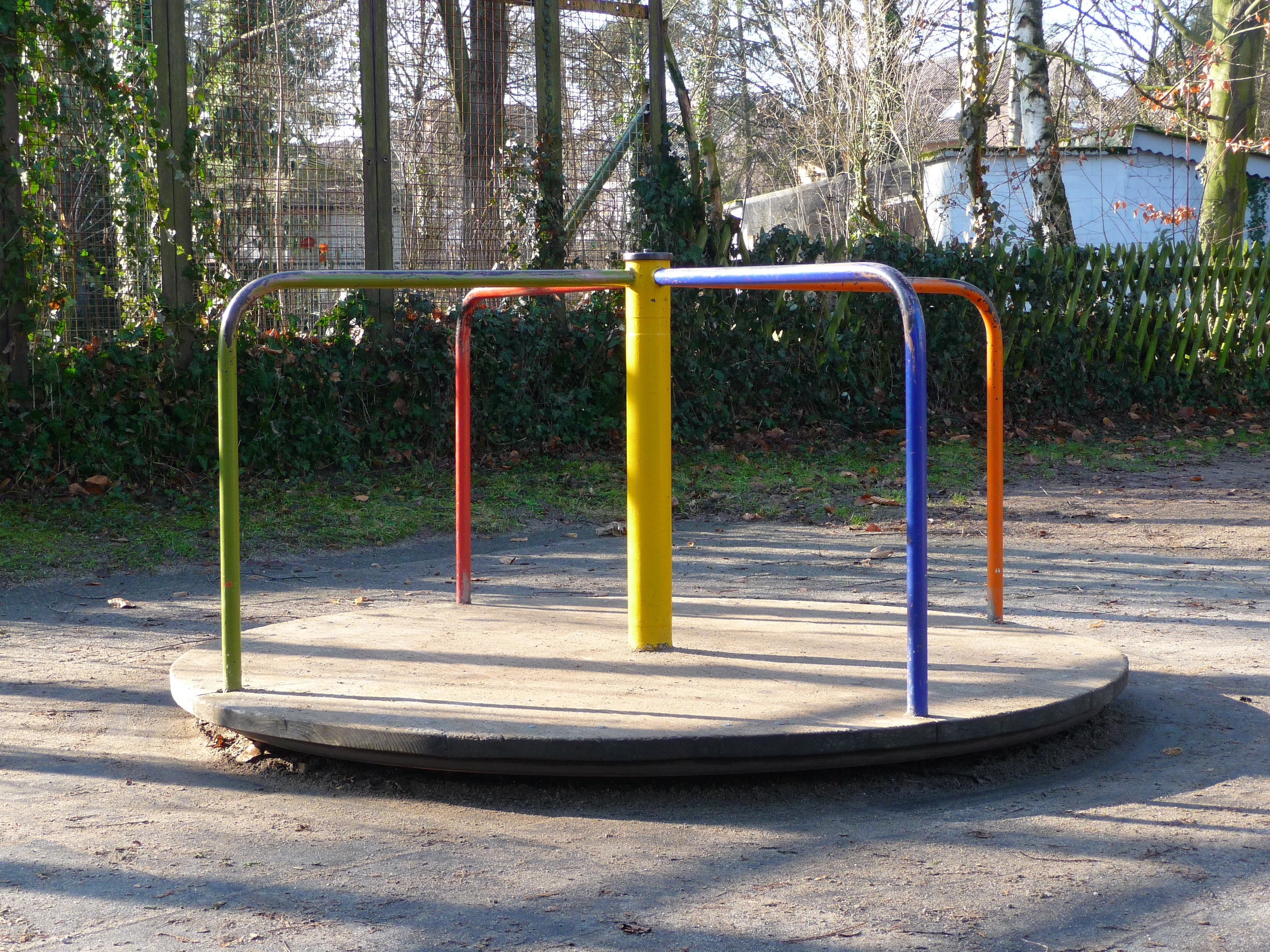
Spielplatzkarussell

Der Drallsatz ist in der klassischen Mechanik ein physikalisches Gesetz, dem zufolge zur Änderung des Drehimpulses (Dralles) eines Körpers ein Drehmoment an ihm aufgebracht werden muss. Andere Bezeichnungen für den Drallsatz sind Momentensatz, Drehimpulssatz, Impulsmomentsatz oder Drehimpulsbilanz.
Ein Anwendungsbeispiel ist das Spielplatzkarussell im Bild. Um dieses in Drehung zu versetzen, muss man es anstoßen. Technisch gesehen bringt man dabei ein Drehmoment auf, das den Drehimpuls des Karussells ändert (der Drehimpuls des anfänglich stillstehenden Karussells war Null). Die Drehimpulserhaltung sorgt dann dafür, dass das Karussell idealerweise seine Drehung beibehält. Kleinere  Gegenmomente durch Reibung im Lager und durch den Luftwiderstand verkleinern aber den Drehimpuls, sodass die Drehung des Karussells nach einiger Zeit wieder aufhört (der Drehimpuls des Karussells ist wieder Null).
Die mathematische Formulierung des Drallsatzes lautet:
{\displaystyle {\vec {M}}_{(A)}={\dot {\vec {L}}}_{(A)}}
Darin ist {\displaystyle {\vec {M}}_{(A)}} das von außen angreifende Moment, {\displaystyle {\vec {L}}_{(A)}} der Drehimpuls des Körpers und {\displaystyle {\dot {\vec {L}}}_{(A)}} seine Zeitableitung, jeweils bezogen auf einen festen Punkt {\displaystyle A}, für den häufig der Ursprung in einem Inertialsystem gewählt wird. Deshalb wird der Index {\displaystyle A} im Weiteren nicht mehr explizit angegeben. Im Spezialfall, wo die äußeren Momente verschwinden, zeigt sich, dass der Drehimpuls erhalten bleibt. Entsprechend steht Drallsatz bzw. Drehimpulssatz auch für  Drehimpulserhaltungs-Satz. Die der  Drehimpulsänderung entgegengesetzte d’Alembertsche Trägheitskraft macht sich als Kreiselwirkung bemerkbar.
Aus dem Drallsatz folgt das Prinzip von der Gleichheit der zugeordneten Schubspannungen oder die Symmetrie des (Cauchy’schen) Spannungstensors. Dieselbe Konsequenz hat auch das Boltzmann-Axiom, demgemäß innere Kräfte in einem Kontinuum momentenfrei sind. Somit sind der Drallsatz, die Symmetrie des Spannungstensors und das Boltzmann-Axiom in der Kontinuumsmechanik verwandte Begriffe.
Insbesondere in der Kreiseltheorie spielt der Drallsatz eine zentrale Rolle. In der Kontinuumsmechanik dient er dazu, den schiefsymmetrischen Anteil des Spannungstensors eindeutig zu bestimmen.
Der Drallsatz ist neben den Newton’schen Gesetzen ein fundamentales und unabhängiges Prinzip und wurde als solches erstmals von Leonhard Euler 1775 vorgestellt.

## Geschichte
Jakob I Bernoulli wendete 1703 den Drallsatz an – ohne ihn jedoch explizit zu formulieren – um das Oszillationszentrum eines Pendels zu finden, was er bereits auch in einem ersten, etwas unrichtigen Versuch 1686 getan hatte. Clifford Truesdell vermutete daher, dass der Drallsatz, als unabhängiges Gesetz der Mechanik und als kinetische Verallgemeinerung des statischen Gleichgewichtsprinzips der Drehmomente, als erstes von Jakob I Bernoulli 1686 benutzt wurde. Der Drallsatz ginge damit den Newton’schen Gesetzen von 1687 voraus.
Leonhard Euler benutzte in einem 1744 verfassten Werk als Erster das Prinzip des Drehmoments, in dessen Reaktion Daniel Bernoulli Eulers Ergebnisse durch die Erhaltung des Drehimpulses reformulierte, um die Bewegungsgleichungen eines rotierenden Starre-Körper-Systems aufzustellen. Im Jahr 1752 erschienen in der Abhandlung Découverte d'un Nouveau Principe de Mécanique die Kreiselgleichungen, die heute aus dem Drallsatz hergeleitet werden. Euler verwendete in dieser Schrift zur Herleitung neben dem zweiten Newton’schen Gesetz weitere Grundgesetze der Statik starrer Körper, bei denen innere Wechselwirkungen aufgrund der perfekten Starre ausgeschlossen werden. Erst im Jahr 1775, nach Studien über ebene elastische Kontinua, für die die Bilanz der Momente unentbehrlich ist, erhob Euler den Drallsatz zu einem eigenständigen Prinzip zur Berechnung der Bewegungen von Körpern.
Augustin-Louis Cauchy führte 1822 den Spannungstensor ein, dessen Symmetrie in Kombination mit dem Impulssatz die Erfüllung des Drallsatzes im allgemeinen Fall des deformierbaren Körpers sicherstellt. Die Interpretation {\displaystyle {\vec {M}}={\dot {\vec {L}}}} des Drallsatzes wurde erstmals 1851 von M. P. Saint-Guilhem erkannt.
Ludwig Boltzmann hat 1905 darauf hingewiesen, dass bei der Zerlegung eines Körpers in (infinitesimal) kleine Volumenelemente die inneren Reaktionen alle statischen Gleichgewichtsbedingungen zu erfüllen haben. Georg Hamel prägte für diese Aussage den Namen Boltzmann-Axiom.

## Kinetik der Rotation
Die Kinetik beschäftigt sich mit Zuständen, die sich nicht im Gleichgewicht befinden. Nach dem 2. Newtonschen Gesetz führt eine resultierende äußere Kraft an einem Körper zu einer Geschwindigkeitsänderung (Beschleunigung). Analog dazu bedeutet ein resultierendes äußeres Drehmoment eine Änderung der Winkelgeschwindigkeit {\displaystyle {\vec {\omega }}} resultierend in einer Winkelbeschleunigung {\displaystyle {\vec {\alpha }}={\dot {\vec {\omega }}}}. Das Trägheitsverhalten bezüglich der Rotation hängt nicht nur von der Masse eines Körpers, sondern auch von deren räumlicher Verteilung ab.
Bei einem starren Körper wird dies durch das Trägheitsmoment Θ ausgedrückt. Bei einer Drehung um eine feste Achse gilt für das Drehmoment in Richtung dieser Achse:
{\displaystyle M=\Theta \,\alpha }
Hierbei ist zu beachten, dass das Trägheitsmoment nicht nur von der Position der Drehachse (siehe Steinerscher Satz), sondern auch von ihrer Richtung abhängig ist. Soll die obige Gleichung allgemeiner für jede beliebige Raumrichtung formuliert werden, so muss stattdessen der Trägheitstensor Θ verwenden werden:
{\displaystyle {\vec {M}}=\mathbf {\Theta } \cdot {\vec {\alpha }}+{\vec {\omega }}\times \mathbf {\Theta } \cdot {\vec {\omega }},}
siehe unten. Das Rechenzeichen „×“ steht für das Kreuzprodukt.
Im zweidimensionalen Spezialfall bewirkt ein Drehmoment lediglich eine Beschleunigung oder Abbremsung einer Rotationsbewegung. Im allgemeinen dreidimensionalen Fall kann es hingegen auch die Richtung der Rotationsachse verändern (siehe z. B.: Präzession).
Die vielfältigen Analogien in der Kinetik von Translation und Rotation sind bei Rotation angegeben.

## Formulierungen

### Drallsatz in der Punktmechanik

Zusammenhang von Kraft ', Drehmoment ', Impuls ' und Drehimpuls ' bei der Drehschwingung eines Massenpunktes

Der Zusammenhang zwischen Impulssatz und Drallsatz wird in der Punktmechanik deutlich.
Ein Körper sei dazu durch n Massenpunkte mk an den Orten {\displaystyle {\vec {r}}_{k}} gegeben. An diesem gegen andere Massen abgegrenzten System, sind zwei Arten von Kräften zu unterscheiden: Zum einen gibt es die inneren Kräfte {\displaystyle {\vec {F}}_{jk}^{\rm {int}}}, die zwischen jeweils zwei zum System gehörenden Massenpunkten {\displaystyle m_{j}} und {\displaystyle m_{k}} wirken und daher immer paarweise entgegengesetzt auftreten, siehe Actio und Reactio. Zum anderen gibt es die äußeren Kräfte {\displaystyle {\vec {F}}_{k}^{\rm {ext}}}, die zwischen Systemmassen und einer sich außerhalb des Systems befindenden Masse wirken und die daher am System nur einmal auftreten. Dann lautet der Impulssatz für jeden einzelnen Massenpunkt
{\displaystyle m_{j}{\ddot {\vec {r}}}_{j}={\vec {F}}_{j}^{\rm {ext}}+\sum _{k=1}^{n}{\vec {F}}_{jk}^{\rm {int}}\,,\quad j=1,\ldots ,n}
({\displaystyle {\vec {F}}_{jj}^{\rm {int}}:={\vec {0}}}). Der Drall des Körpers um den Ursprung ist die Summe der Drehimpulse der Massenpunkte gemäß
{\displaystyle {\vec {L}}:=\sum _{j=1}^{n}m_{j}{\vec {r}}_{j}\times {\dot {\vec {r}}}_{j}}
und die Zeitableitung davon ergibt sich zu
{\displaystyle {\dot {\vec {L}}}=\sum _{j=1}^{n}m_{j}{\dot {\vec {r}}}_{j}\times {\dot {\vec {r}}}_{j}+\sum _{j=1}^{n}m_{j}{\vec {r}}_{j}\times {\ddot {\vec {r}}}_{j}=\sum _{j=1}^{n}{\vec {r}}_{j}\times (m_{j}{\ddot {\vec {r}}}_{j}).}
Die Beschleunigungen können mit dem Impulssatz durch die angreifenden Kräfte ausgedrückt werden:
{\displaystyle {\begin{aligned}{\dot {\vec {L}}}=&\sum _{j=1}^{n}{\vec {r}}_{j}\times \left({\vec {F}}_{j}^{\rm {ext}}+\sum _{k=1}^{n}{\vec {F}}_{jk}^{\rm {int}}\right)\\=&\sum _{j=1}^{n}{\vec {r}}_{j}\times {\vec {F}}_{j}^{\rm {ext}}+{\underline {\sum _{j=1}^{n-1}\sum _{k=j+1}^{n}({\vec {r}}_{j}-{\vec {r}}_{k})\times {\vec {F}}_{jk}^{\rm {int}}}},\end{aligned}}}
weil die inneren Kräfte gemäß {\displaystyle F_{kj}^{\rm {int}}=-F_{jk}^{\rm {int}}} immer paarweise entgegengesetzt an zwei wechselwirkenden Massenpunkten {\displaystyle m_{j}} und {\displaystyle m_{k}} auftreten.
Massenpunkte lassen nur Zentralkräfte zu, und Siméon Denis Poisson bewies 1833, dass ein System sich paarweise im Gleichgewicht haltender Zentralkräfte kein resultierendes Drehmoment ausübt, womit dann die unterstrichene Summe wegfällt. Mit dieser oft nicht genannten Voraussetzung entsteht der Drallsatz in der Punktmechanik
{\displaystyle {\dot {\vec {L}}}=\sum _{j=1}^{n}m_{j}{\vec {r}}_{j}\times {\ddot {\vec {r}}}_{j}=\sum _{j=1}^{n}{\vec {r}}_{j}\times {\vec {F}}_{j}^{\rm {ext}}=:{\vec {M}}_{R}^{\rm {ext}},}
worin {\displaystyle {\vec {M}}_{R}^{\rm {ext}}} das am System angreifende resultierende äußere Moment ist. Der Drallsatz erscheint so in der Punktmechanik als Folgerung aus dem Impulssatz, was allerdings das Resultat der Idealisierung der Massen als Massenpunkte ist, die nur Zentralkräfte aufnehmen können.
Georg Hamel nannte die Punktmechanik „eine intellektuelle Unsauberkeit“ und meinte „was man unter Punktmechanik versteht, ist nichts anderes als der Schwerpunktsatz.“ Die Punktmechanik ist zur Herleitung des Drallsatzes völlig unzureichend. Bei der Übertragung dieser Überlegungen auf ein Kontinuum kommt die Annahme von Zentralkräften einem Axiom gleich, dem Boltzmann-Axiom unten, was zur Symmetrie des Cauchy’schen Spannungstensors führt.
Isaac Newton behauptete in seinen Principia nirgends, dass die Wechselwirkungskräfte Zentralkräfte seien. Wenn die Massen nicht durch Massenpunkte idealisiert werden, dann hilft der Drallsatz weiter: Nach ihm können die inneren Kräfte den Drehimpuls nicht verändern und somit muss die unterstrichene Summe der inneren Momente verschwinden. Natürlich gilt der Drallsatz auch in der Punktmechanik, aber er ist keine Folgerung aus Newtons zweitem Gesetz.

### Drallsatz am starren Körper
Beim starren Körper folgen die Massenpunkte der eulersche Geschwindigkeitsgleichung, was wichtige Konsequenzen hat und auf die Vektorgleichung
{\displaystyle {\vec {M}}=\mathbf {\Theta } \cdot {\dot {\vec {\omega }}}+{\vec {\omega }}\times \mathbf {\Theta } \cdot {\vec {\omega }}}
führt. Diese Gleichung wird gelegentlich Euler’sche (Kreisel)gleichung genannt. Als Bezugspunkt für das Moment und den Trägheitstensor Θ eignen sich ein beliebiger unbeschleunigter Fixpunkt oder der sich beliebig bewegende Massenmittelpunkt des Körpers. Der erste Term auf der rechten Seite berücksichtigt die Euler-Kräfte und der zweite die fiktiven Zentrifugalkräfte. Würde der Starrkörper mit konstant gehaltener Winkelgeschwindigkeit {\displaystyle {\vec {\omega }}} um die instantane Drehachse kreisen, dann würden die Zentrifugalkräfte ein resultierendes Moment haben, das gerade {\displaystyle -{\vec {\omega }}\times \mathbf {\Theta } \cdot {\vec {\omega }}} entspricht. Da bei der wirklichen Bewegung des starren Körpers die Drehachse jedoch ihre Lage beständig ändert, hat Louis Poinsot für diese Zentrifugalkräfte den Namen fiktive Zentrifugalkräfte vorgeschlagen.
| Beweis |
| Der Körper wird ähnlich wie oben als Vereinigung {\displaystyle \textstyle \bigcup _{i}m_{i}{\vec {r}}_{i}} von Massenpunkten {\displaystyle m_{i}} mit Ortsvektoren {\displaystyle {\vec {r}}_{i}} angesehen, die relativ zu einem Bezugspunkt {\displaystyle {\vec {b}}} angegeben seien. Die Beschleunigung der Massen ist bei einer Starrkörperbewegung dann gleich {\displaystyle {\vec {a}}({\vec {r}}_{i},t)={\ddot {\vec {b}}}(t)+{\dot {\vec {\omega }}}(t)\times {\vec {r}}_{i}+{\vec {\omega }}(t)\times \left[{\vec {\omega }}(t)\times {\vec {r}}_{i}\right].} Der Starrkörper dreht sich mit der Winkelgeschwindigkeit {\displaystyle {\vec {\omega }}} um den Bezugspunkt {\displaystyle {\vec {b}}}. Nach Newtons zweitem Gesetz „Kraft gleich Masse mal Beschleunigung“ ist {\displaystyle \sum _{i}{\vec {F}}_{i}=\sum _{i}m_{i}{\vec {a}}_{i}=\sum _{i}m_{i}\{{\ddot {\vec {b}}}(t)+{\dot {\vec {\omega }}}(t)\times {\vec {r}}_{i}+{\vec {\omega }}(t)\times \left[{\vec {\omega }}(t)\times {\vec {r}}_{i}\right]\}.} Darin sind {\displaystyle {\vec {F}}_{i}} äußere Kräfte und die inneren heben sich nach dem Prinzip Actio und Reactio gegenseitig auf. Dem Drallsatz zufolge sind die inneren Kräfte momentenfrei, siehe den vorausgehenden Abschnitt. Die Momente der an den einzelnen Massen angreifenden äußeren Kräfte Fi summieren sich dann zum resultierenden äußeren Moment {\displaystyle {\begin{aligned}{\vec {M}}=&\sum _{i}{\vec {r}}_{i}\times {\vec {F}}_{i}=\sum _{i}{\vec {r}}_{i}\times m_{i}{\vec {a}}_{i}\\=&\sum _{i}m_{i}{\vec {r}}_{i}\times \left\{{\ddot {\vec {b}}}(t)+{\dot {\vec {\omega }}}(t)\times {\vec {r}}_{i}+{\vec {\omega }}(t)\times [{\vec {\omega }}(t)\times {\vec {r}}_{i}]\right\}.\end{aligned}}} Der erste Term {\displaystyle \textstyle \sum _{i}m_{i}{\vec {r}}_{i}\times {\ddot {\vec {b}}}(t)} verschwindet, wenn der Bezugspunkt in einem Inertialsystem festgehalten wird ({\displaystyle {\ddot {\vec {b}}}\equiv 0}) oder der Massenmittelpunkt des Körpers als Bezugspunkt gewählt wird (dann ist {\displaystyle \textstyle \sum _{i}m_{i}{\vec {r}}_{i}={\vec {0}}}), und davon wird hier ausgegangen. Der zweite Term beinhaltet Euler-Kräfte {\displaystyle -m_{i}{\dot {\vec {\omega }}}(t)\times {\vec {r}}_{i},} deren Momente sich nach der BAC-CAB-Formel zur Kreiselwirkung {\displaystyle {\begin{aligned}{\vec {K}}_{\text{Euler}}=&\sum _{i}-m_{i}{\vec {r}}_{i}\times ({\dot {\vec {\omega }}}\times {\vec {r}}_{i})=-\sum _{i}m_{i}[({\vec {r}}_{i}\cdot {\vec {r}}_{i}){\dot {\vec {\omega }}}-({\vec {r}}_{i}\cdot {\dot {\vec {\omega }}}){\vec {r}}_{i}]\\=&-{\underline {\sum _{i}m_{i}[({\vec {r}}_{i}\cdot {\vec {r}}_{i})\mathbf {1} -{\vec {r}}_{i}\otimes {\vec {r}}_{i}]}}\cdot {\dot {\vec {\omega }}}=-\mathbf {\Theta } \cdot {\dot {\vec {\omega }}}\end{aligned}}} summieren. Der unterstrichene Term ist der Trägheitstensor Θ, der für den Starrkörper mit dem Einheitstensor 1 und dem dyadischen Produkt „⊗“ von Vektoren gebildet wird. Das dyadische Produkt ist mit drei beliebigen Vektoren {\displaystyle {\vec {a}},{\vec {b}},{\vec {c}}} definiert durch {\displaystyle ({\vec {a}}\otimes {\vec {b}})\cdot {\vec {c}}:=({\vec {b}}\cdot {\vec {c}}){\vec {a}}}. Der dritte und letzte Term in obiger Momentengleichung bildet sich aus den Zentrifugalkräften {\displaystyle -m_{i}{\vec {\omega }}(t)\times [{\vec {\omega }}(t)\times {\vec {r}}_{i}]}, aus denen sich die Kreiselwirkung {\displaystyle {\begin{aligned}{\vec {K}}_{\text{Zentrifugal}}=&\sum _{i}{\vec {r}}_{i}\times \{-m_{i}{\vec {\omega }}(t)\times [{\vec {\omega }}(t)\times {\vec {r}}_{i}]\}\\=&-\sum _{i}{\vec {r}}_{i}\times m_{i}[({\vec {\omega }}\cdot {\vec {r}}_{i}){\vec {\omega }}-({\vec {\omega }}\cdot {\vec {\omega }}){\vec {r}}_{i}]\\=&-\sum _{i}{\vec {\omega }}\times m_{i}[({\vec {r}}_{i}\cdot {\vec {r}}_{i}){\vec {\omega }}-({\vec {\omega }}\cdot {\vec {r}}_{i}){\vec {r}}_{i}]=-{\vec {\omega }}\times \mathbf {\Theta } \cdot {\vec {\omega }}\end{aligned}}} ergibt. Der Drehimpuls berechnet sich mit dem Trägheitstensor zu {\displaystyle {\vec {L}}=\mathbf {\Theta } \cdot {\vec {\omega }}} und so entsteht aus {\displaystyle {\vec {M}}={\dot {\vec {L}}}=(\mathbf {\Theta } \cdot {\vec {\omega }}{\dot {)\;}}=-{\vec {K}}=-({\vec {K}}_{\text{Euler}}+{\vec {K}}_{\text{Zentrifugal}})} die Zeitableitung: {\displaystyle (\mathbf {\Theta } \cdot {\vec {\omega }}{\dot {)\;}}=\mathbf {\Theta } \cdot {\dot {\vec {\omega }}}+{\vec {\omega }}\times \mathbf {\Theta } \cdot {\vec {\omega }}.} Die Kreiselwirkungen {\displaystyle {\vec {K}}} sind d’Alembertsche Trägheitskräfte und sind als solche ein einem angreifenden Moment {\displaystyle {\vec {M}}} entgegengesetzt gleich großes Moment, was in die Kreiselgleichungen mündet: {\displaystyle {\vec {M}}=-{\vec {K}}=\mathbf {\Theta } \cdot {\dot {\vec {\omega }}}+{\vec {\omega }}\times \mathbf {\Theta } \cdot {\vec {\omega }}} |

Bezüglich einer Orthonormalbasis ê1,2,3 lauten die Komponentengleichungen:
{\displaystyle {\begin{aligned}M_{1}=&\Theta _{11}{\dot {\omega }}_{1}+\Theta _{12}{\dot {\omega }}_{2}+\Theta _{13}{\dot {\omega }}_{3}+(\Theta _{33}-\Theta _{22})\omega _{2}\omega _{3}+\Theta _{23}(\omega _{2}^{2}-\omega _{3}^{2})+\Theta _{13}\omega _{1}\omega _{2}-\Theta _{12}\omega _{3}\omega _{1}\\M_{2}=&\Theta _{12}{\dot {\omega }}_{1}+\Theta _{22}{\dot {\omega }}_{2}+\Theta _{23}{\dot {\omega }}_{3}+(\Theta _{11}-\Theta _{33})\omega _{3}\omega _{1}+\Theta _{13}(\omega _{3}^{2}-\omega _{1}^{2})+\Theta _{12}\omega _{2}\omega _{3}-\Theta _{23}\omega _{1}\omega _{2}\\M_{3}=&\Theta _{13}{\dot {\omega }}_{1}+\Theta _{23}{\dot {\omega }}_{2}+\Theta _{33}{\dot {\omega }}_{3}+(\Theta _{22}-\Theta _{11})\omega _{1}\omega _{2}+\Theta _{12}(\omega _{1}^{2}-\omega _{2}^{2})+\Theta _{23}\omega _{3}\omega _{1}-\Theta _{13}\omega _{2}\omega _{3}.\end{aligned}}}
Darin sind Θik die Komponenten des Trägheitstensors: Θii sind die Trägheitsmomente um die i-Achse und Θik mit k ≠ i die Deviationsmomente. In einem körperfesten Koordinatensystem sind diese  Komponenten zeitlich konstant, ansonsten zumeist zeitabhängig.

#### Ebene Bewegungen und Drehimpulssatz um den Momentanpol
Bei einer ebenen Bewegung, beispielsweise in der 1-2-Ebene, reduzieren sich die Komponentengleichung auf
{\displaystyle {\begin{aligned}M_{3}=&\Theta _{33}{\ddot {\varphi }}\\M_{1}=&\Theta _{13}{\ddot {\varphi }}-\Theta _{23}{\dot {\varphi }}^{2}=\left({\frac {\Theta _{13}}{\Theta _{33}}}+{\frac {\Theta _{23}^{2}}{\Theta _{13}\Theta _{33}}}\right)M_{3}-{\frac {\Theta _{23}}{\Theta _{13}}}M_{2}\\M_{2}=&\Theta _{23}{\ddot {\varphi }}+\Theta _{13}{\dot {\varphi }}^{2}=\left({\frac {\Theta _{23}}{\Theta _{33}}}+{\frac {\Theta _{13}^{2}}{\Theta _{23}\Theta _{33}}}\right)M_{3}-{\frac {\Theta _{13}}{\Theta _{23}}}M_{1},\end{aligned}}}
wobei φ der Drehwinkel um die 3-Achse ist. Nach wie vor sind die Trägheitsmomente Θij (außer Θ33) in einem nicht körperfesten Bezugssystem im Allgemeinen von der Orientierung und damit vom Drehwinkel φ abhängig. Die letzten beiden Gleichungen dienen zumeist dazu, die Reaktionsmomente in 1- und 2-Richtung für den Zwanglauf in der 1-2-Ebene zu ermitteln.
Wenn die 3-Richtung eine Hauptträgheitsachse ist, dann ergibt sich mit dem zugehörigen Hauptträgheitsmoment Θ3 ohne solche Reaktionsmomente
{\displaystyle M_{3}=\Theta _{3}{\ddot {\varphi }}.}
Bei einer ebenen Starrkörperbewegung mit vorhandener Drehbewegung existiert immer ein Momentanpol genannter Raumpunkt {\displaystyle {\vec {m}}}, in dem erstens ein dort befindliches Partikel des Starrkörpers stillsteht und sich zweitens die Bewegung als reine Drehbewegung um diesen Punkt darstellt. Somit lautet das Geschwindigkeitsfeld mit dem Normaleneinheitsvektor der Bewegungsebene ê3:
{\displaystyle {\vec {v}}({\vec {x}},t)={\dot {\varphi }}(t){\hat {e}}_{3}\times {\big (}{\vec {x}}-{\vec {m}}(t){\big )}}
Bezüglich des Momentanpols hat der Drehimpulssatz, wenn die 3-Richtung eine Hauptachse ist, eine ähnliche Form wie bezüglich des Massenmittelpunkts:
{\displaystyle M_{m3}=\Theta _{m3}{\ddot {\varphi }},}
wobei nun das Moment und das Massenträgheitsmoment bezüglich des Momentanpols berechnet wird.
| Beweis |
| Um das nachzuweisen, wird der Drehimpuls des starren Körpers als Integral berechnet: {\displaystyle {\begin{aligned}{\vec {L}}_{c}:=&\int _{v}({\vec {x}}-{\vec {c}})\times {\vec {v}}\,\rho \mathrm {d} v\\=&\int _{a}({\vec {x}}-{\vec {m}}+{\vec {m}}-{\vec {c}})\times [{\dot {\varphi }}{\hat {e}}_{3}\times ({\vec {x}}-{\vec {m}})]\,\rho \mathrm {d} v\\=&\int _{a}({\vec {x}}-{\vec {m}})\times [{\dot {\varphi }}{\hat {e}}_{3}\times ({\vec {x}}-{\vec {m}})]\,\rho \mathrm {d} v+({\vec {m}}-{\vec {c}})\times [{\dot {\varphi }}{\hat {e}}_{3}\times \int _{v}({\vec {x}}-{\vec {m}})\,\rho \mathrm {d} v]\\=&\int _{v}[{\vec {r}}\times ({\dot {\varphi }}{\hat {e}}_{3}\times {\vec {r}})\,\rho \mathrm {d} v+({\vec {m}}-{\vec {c}})\times [{\dot {\varphi }}{\hat {e}}_{3}\times (m{\vec {s}}-m{\vec {m}})]\\=&\mathbf {\Theta } _{m}\cdot {\dot {\varphi }}{\hat {e}}_{3}+m({\vec {m}}-{\vec {c}})\times {\vec {v}}_{s}\end{aligned}}} Der Vektor {\displaystyle {\vec {r}}={\vec {x}}-{\vec {m}}} ist der Abstandsvektor zum Momentanpol, {\displaystyle \textstyle m:=\int _{v}\rho \mathrm {d} v} die Masse, {\displaystyle \textstyle {\vec {s}}:=\int _{v}{\vec {x}}\,\rho \mathrm {d} v} der Massenmittelpunkt und {\displaystyle {\vec {v}}_{s}={\dot {\varphi }}{\hat {e}}_{3}\times ({\vec {s}}-{\vec {m}})} ist dessen Geschwindigkeit. Wenn der Momentanpol als Bezugspunkt gewählt wird {\displaystyle ({\vec {c}}={\vec {m}})}, dann entfällt der zweite Summand: {\displaystyle {\vec {L}}_{m}:=\mathbf {\Theta } _{m}\cdot {\dot {\varphi }}{\hat {e}}_{3}} Der Trägheitstensor bezüglich des Momentanpols {\displaystyle \mathbf {\Theta } _{m}:=\int _{v}\{[({\vec {x}}-{\vec {m}})\cdot ({\vec {x}}-{\vec {m}})]\mathbf {1} -({\vec {x}}-{\vec {m}})\otimes ({\vec {x}}-{\vec {m}})\}\,\rho \mathrm {d} v} ist vom aktuell eingenommenen Raumgebiet {\displaystyle v} abhängig und deshalb zumeist nicht konstant. Substantielle Zeitableitung des Drehimpulses liefert mit {\displaystyle {\vec {v}}({\vec {m}},t)={\vec {0}}}: {\displaystyle {\begin{aligned}{\dot {\vec {L}}}_{c}=&{\frac {\mathrm {d} }{\mathrm {d} t}}(\mathbf {\Theta } _{m}\cdot {\dot {\varphi }}{\hat {e}}_{3})+m({\vec {m}}-{\vec {c}})\times {\dot {\vec {v}}}_{s}\\=&\mathbf {\Theta } _{m}\cdot {\ddot {\varphi }}{\hat {e}}_{3}+{\dot {\varphi }}{\hat {e}}_{3}\times \mathbf {\Theta } _{m}\cdot {\dot {\varphi }}{\hat {e}}_{3}+m({\vec {m}}-{\vec {c}})\times {\dot {\vec {v}}}_{s}={\vec {M}}_{c}\end{aligned}}} Wenn der Momentanpol als Bezugspunkt gewählt wird {\displaystyle ({\vec {c}}={\vec {m}})}, dann entfällt der letzte Summand, und wenn eine Hauptachse des Körpers parallel zur Winkelgeschwindigkeit ist, also senkrecht zur Bewegungsebene ist, dann entfällt der zweite Summand. Wenn beides zutrifft, hat die Vektorgleichung nur noch eine nichttriviale Komponente {\displaystyle M_{m3}=\Theta _{m3}{\ddot {\varphi }}.} |

### Drallsatz am Kontinuum
Die in der Mechanik für ausgedehnte Körper formulierten physikalischen Gesetze werden in der Kontinuumsmechanik als globale Integralgleichungen ausgedrückt, aus denen sich mit geeigneten Annahmen lokale Differentialgleichungen ableiten lassen, die an jedem Punkt im Körper erfüllt sein müssen. Die äußeren Kräfte und die von ihnen ausgeübten Momente werden wie in der Realität flächig mit Spannungsvektoren {\displaystyle {\vec {t}}} (mit der Dimension Kraft pro Flächeninhalt) auf der Oberfläche eingeleitet. Daneben gibt es noch volumenverteilte Kräfte {\displaystyle {\vec {k}}} (mit der Dimension Kraft pro Masse oder einer Beschleunigung) wie beispielsweise die Gewichtskraft. Dann lautet der Drallsatz in globaler Formulierung:
{\displaystyle {\frac {\mathrm {d} }{\mathrm {d} t}}\int _{v}({\vec {x}}-{\vec {c}}){\times }\rho {\vec {v}}\,\mathrm {d} v=\int _{v}({\vec {x}}-{\vec {c}})\times \rho {\vec {k}}\,\mathrm {d} v+\int _{a}({\vec {x}}-{\vec {c}})\times {\vec {t}}\,\mathrm {d} a}
Darin ist {\displaystyle \rho } die Dichte und {\displaystyle {\vec {v}}} die Geschwindigkeit am Ort {\displaystyle {\vec {x}}} im Volumen {\displaystyle v} des Körpers, der die Oberfläche {\displaystyle a} besitzt. Das Integral auf der linken Seite steht für den Drehimpuls des Körpers bezüglich eines  beliebigen, zeitlich fixierten Bezugspunkts {\displaystyle {\vec {c}}} und {\displaystyle {\tfrac {\mathrm {d} }{\mathrm {d} t}}} bildet die zeitliche Änderung. Auf der rechten Seite stehen die Momente der äußeren Kräfte. Das erste Integral bestimmt das Moment der volumenverteilten Kräfte {\displaystyle \rho {\vec {k}}} und das zweite Integral das Moment der oberflächenverteilten Kräfte {\displaystyle {\vec {t}}}. Das Rechenzeichen {\displaystyle \times } steht für das Kreuzprodukt.
Die äußeren Kräfte induzieren über {\displaystyle {\vec {t}}={\boldsymbol {\sigma }}^{\top }\cdot {\hat {n}}} (das hochgestellte „⊤“ bedeutet Transposition und {\displaystyle {\hat {n}}} ist der nach außen gerichtete Normaleneinheitsvektor auf der Oberfläche) und den Divergenzsatz ein Spannungstensorfeld σ, das den ganzen Körper ausfüllt. Der Anteil an den Integralen, der die Bahndrehimpulse der Partikel betrifft, entfällt aufgrund der Impulsbilanz. Übrig bleibt ein wirkungsloses Moment, das von Schubspannungen zwischen den Partikeln verrichtet wird, und damit dieser Beitrag verschwindet, muss der Cauchy'sche Spannungstensor symmetrisch sein:
{\displaystyle {\boldsymbol {\sigma }}={\boldsymbol {\sigma }}^{\top }}
Bei Lagrange’scher Betrachtungsweise betrifft das den zweiten-Piola-Kirchhoff-Spannungstensor {\displaystyle {\tilde {\mathbf {T} }}}. In Kombination mit der Impulsbilanz ist die Symmetrie des Spannungstensors äquivalent zum Drallsatz.

## Boltzmann-Axiom

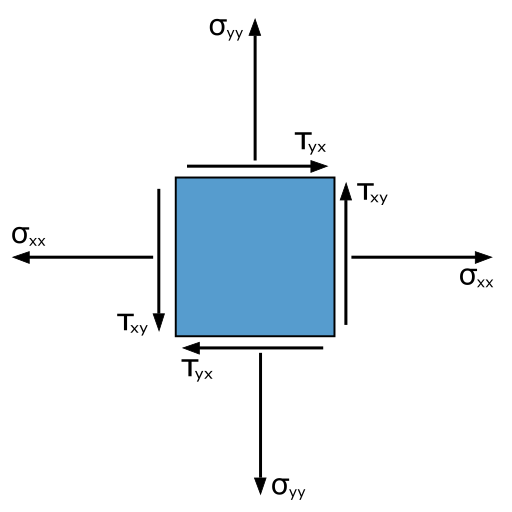
Spannungen an einem Volumenelement (blau) mit Breite dx und Höhe dy (Maße nicht dargestellt)

Ludwig Boltzmann hat 1905 darauf hingewiesen, dass bei der Zerlegung eines Körpers in (infinitesimal) kleine Volumenelemente jedes im statischen Gleichgewicht sein muss. An den Grenzflächen jedes Volumenelements müssen demnach die resultierenden inneren Kräfte und inneren Momente verschwinden. Das Cauchy’sche Fundamentaltheorem behandelt erstere Bedingung des Verschwindens der inneren Kräfte. Für die Forderung nach dem Verschwinden der inneren Momente prägte Georg Hamel den Namen Boltzmann-Axiom, da Boltzmann erstmals die Eigenständigkeit dieser Überlegung herausstellte. Das Boltzmann-Axiom ist für Starrkörper und viele deformierbare Körper zutreffend. Es gibt allerdings auch Kontinua, bei denen das Boltzmann-Axiom nicht anwendbar ist, siehe den folgenden Abschnitt.
Dieses Axiom ist äquivalent zur Symmetrie des Cauchy’schen Spannungstensors. Denn damit die Spannungsresultierenden am Volumenelement, blau im Bild, kein Moment ausüben, muss die Wirkungslinie der resultierenden Kraft durch die Mitte des Volumenelements gehen. Die Einzelkräfte ergeben sich aus den Spannungen multipliziert mit der Fläche, auf der sie wirken. Die Wirkungslinie der Massenkräfte und der Kräfte der Normalspannungen σxx und σyy führen durch die Mitte des Volumenelements. Damit die Wirkungslinie der Schubspannungsresultierenden mit Komponenten τyx· dx in x-Richtung und τxy· dy in y-Richtung ebenfalls durch das Zentrum gehen, muss
{\displaystyle {\frac {\tau _{xy}\mathrm {d} y}{\tau _{yx}\mathrm {d} x}}={\frac {\mathrm {d} y}{\mathrm {d} x}}\quad \rightarrow \quad \tau _{yx}=\tau _{xy}}
gelten. Letzteres ist gerade die Aussage des Prinzips von der Gleichheit der zugeordneten Schubspannungen in der xy-Ebene.

## Cosserat-Kontinuum
Neben dem momentenfreien klassischen Kontinuum mit symmetrischem Spannungstensor wurden auch Cosserat-Kontinua (polare Kontinua) definiert, die nicht momentenfrei sind. Eine Anwendung eines solchen Kontinuums ist die Schalentheorie. In den polaren Kontinua gibt es neben den Impulsflüssen {\displaystyle {\vec {t}}} und -quellen {\displaystyle \rho {\vec {k}}}, siehe oben, auch Drehimpulsflüsse und -quellen. Hier gilt das Boltzmann-Axiom nicht und der Spannungstensor kann unsymmetrisch sein. Werden diese Drehimpulsflüsse und -quellen wie in der Kontinuumsmechanik üblich behandelt, entstehen Feldgleichungen, in denen der schiefsymmetrische Anteil des Spannungstensors keine energetische Bedeutung hat. Der Drallsatz wird vom Energiesatz unabhängig und dient der Bestimmung des schiefsymmetrischen Anteils des Spannungstensors. Truesdell sah hierin den „wahren Grundsinn des Drallsatzes“.

## Flächensatz

Die vom Fahrstrahl AB in einer (infinitesimal) kurzen Zeit 𝚫t überstrichenen Fläche (olivgrün) ist in erster Ordnung gleich der Dreiecksfläche ABC.

Der Flächensatz ist eine Folgerung aus dem Drallsatz in der Form: Das resultierende Moment ist das doppelte Produkt aus der Masse und der Ableitung der Flächengeschwindigkeit.
Er bezieht sich auf den Fahrstrahl {\displaystyle {\vec {r}}={\overrightarrow {AB}}} zu einem seiner Bahnkurve (blau von B nach C im Bild) folgenden Massenpunkt mit Masse m. Dieser hat mit der Geschwindigkeit {\displaystyle {\dot {\vec {r}}}} und dem Impuls {\displaystyle {\vec {p}}=m{\dot {\vec {r}}}} den Drehimpuls
{\displaystyle {\vec {L}}={\vec {r}}\times {\vec {p}}=m{\vec {r}}\times {\dot {\vec {r}}}=m{\vec {r}}\times \mathrm {d} {\vec {r}}/\mathrm {d} t}.
Der Fahrstrahl AB überstreicht in der (infinitesimalen) Zeit 𝚫t eine Fläche (olivgrün), deren Inhalt in erster Ordnung gleich dem Betrag des Vektors {\displaystyle \mathrm {d} {\vec {A}}={\tfrac {1}{2}}{\vec {r}}\times \mathrm {d} {\vec {r}}} ist, siehe Bild und Kreuzprodukt „×“. Die Flächengeschwindigkeit
{\displaystyle {\dot {\vec {A}}}:={\frac {\mathrm {d} {\vec {A}}}{\mathrm {d} t}}={\frac {1}{2}}{\vec {r}}\times \mathrm {d} {\vec {r}}/\mathrm {d} t={\frac {1}{2}}{\vec {r}}\times {\dot {\vec {r}}}}
ist die vom Fahrstrahl pro Zeiteinheit überstrichene Fläche. Mit ihr ergibt sich
{\displaystyle {\vec {L}}=m{\vec {r}}\times \mathrm {d} {\vec {r}}/\mathrm {d} t=2m\,\mathrm {d} {\vec {A}}/\mathrm {d} t=2m{\dot {\vec {A}}}}
Mit dem Drallsatz wird daraus:
{\displaystyle {\vec {M}}={\dot {\vec {L}}}=2m{\ddot {\vec {A}}}}
Der Spezialfall der ebenen, momentenfreien Bewegung in einem Zentralkraftfeld wird vom zweiten Kepler’schen Gesetz behandelt, das auch unter dem Namen Flächensatz bekannt ist.